# Половинка (Томская область)
Половинка — деревня в Томском районе Томской области России. Входит в состав Моряковского сельского поселения. Население 174 чел. (2021) .

## География
Находится на востоке региона, на реке Обь.
Географическое положение
Расстояние до
областного и районного центра г. Томск: 65 км.
центра поселения с. Моряковский Затон: 19 км.

## История
Название Половинка произошло от разделения д. Бузанаково на 2 части, точнее, в стороне от Бузанаково начали строиться дома и небольшая инфраструктура развивающегося  в 60-годы леспромхоза. Другая часть и стала называться Половинкой. Со временем обе части  срослись. Приоритет стал, естественно, иметь леспромхоз и название стало общим — Половинка. Хотя до сих пор ближнюю к заезду часть селения старожилы называют Бузанаково, как район деревни. 
В соответствии с Законом Томской области от 12 ноября 2004 года № 241-ОЗ деревня вошла в муниципальное образование Моряковское сельское поселение.

## Население
| 2002 | 2008 | 2009 | 2010 | 2011 | 2012 | 2013 | 2014 | 2015 |
| ---- | ---- | ---- | ---- | ---- | ---- | ---- | ---- | ---- |
| 231  | ↘209 | ↘205 | ↗211 | ↗212 | ↘210 | ↘209 | ↘193 | ↘190 |
| 2021 |      |      |      |      |      |      |      |      |
| ↘174 |      |      |      |      |      |      |      |      |

## Инфраструктура
Школьников подвозят в Моряковскую СОШ.
Водное хозяйство. Личное подсобное хозяйство.
Кладбище (ул. Первая Лесная, 31)

## Транспорт
В 1960-е годы до Половинки ходил речной трамвай. Лесовозная дорога к деревне идёт от села Моряковский Затон. Рейсовый автобус до д. Половинка не ходит..